# قائمة المليارديرات النرويجيين
هذه قائمة فوربس للمليارديرات النرويجيين مبنية على التقييم السنوي للثروة والأصول التي جمعتها ونشرتها مجلة فوربس في عام 2023.

## قائمة المليارديرات النرويجيين عام 2023
| الترتيب العالمي | اسم                    | صافي الثروة (بالدولار الأمريكي) | مصادر الثروة                |
| --------------- | ---------------------- | ------------------------------- | --------------------------- |
| 282             | إيفار تولفسن           | 7.7 مليار                       | العقارات                    |
| 437             | أولي أندرياس هالفورسين | 5.9 مليار                       | المستثمرون العالميون فايكنغ |
| 523             | كجيل إنجي روكي         | 5.1 مليار                       | Aker ASA                    |
| 611             | أود ريتان              | 4.5 مليار                       | مجموعة ريتان                |
| 1104            | غوستاف ماغنار ويتزوي   | 2.7 مليار                       | سالمار                      |
| 1434            | شتاين إريك هاجن        | 2.1 مليار                       | ريمي                        |
| 1575            | كارولين هاغن كجوس      | 1.9 مليار                       | كانيكا                      |
| 1905            | الكسندرا اندرسون       | 1.5 بليون                       | فيرد                        |
| 1905            | كاثرينا أندرسن         | 1.5 بليون                       | فيرد                        |
| 2020            | تورشتاين هاجن          | 1.4 مليار                       | رحلات الفايكنج              |
| 2540            | جوهانسون               | 1 مليار                         | نورجيسجروبن                 |
| 2540            | بيتر ستوردالين         | 1 مليار                         | فنادق نورديك تشويس          |

## أنظر أيضا
- قائمة فوربس للمليارديرات
- قائمة الدول حسب عدد المليارديرات